# Supermarine Stranraer
Die Supermarine Stranraer war ein zweimotoriges Doppeldecker-Flugboot des britischen Herstellers Supermarine Aviation Works. Die 57 gebauten Maschinen wurden während des Zweiten Weltkriegs hauptsächlich als Begleitflugzeuge für Schiffskonvois in der Seeaufklärung und zur U-Boot-Bekämpfung eingesetzt. Der Typ wurde nach der Air Ministry Spezifikation R.24/31 entworfen und hatte seinen Erstflug am 27. Juli 1934. Die RAF stellte die Stranraer am 16. April 1937 in Dienst.
Die Struktur bestand größtenteils aus Duraluminium, die Rumpfhülle aus Blech und die Tragflächen waren mit Gewebe bespannt. Im Heck war ein Waffen-Drehturm eingebaut. Die Maschine hatte zwei Sternmotoren Bristol Pegasus X mit 920 PS (685 kW).
Die letzten Stranraer wurden im März 1941 bei der RAF ausgemustert. Die Maschinen gingen anschließend an die Flugbootschule 4(C)OTU. Zusammen mit der Saro London (1940 und 1941 vom Frontdienst zurückgezogen) und der Short Singapore III (im Juni 1941 bei der RAF ausgemustert) war die Stranraer eines der letzten Doppeldecker-Flugboote der Royal Air Force (RAF). Die Singapore III wurden danach noch bis 1945 bei der No. 5 Squadron der Neuseeländischen Luftwaffe weiter verwendet. Insgesamt wurden 17 Stranraer im Vereinigten Königreich und 40 Maschinen bei Canadian Vickers für die Royal Canadian Air Force produziert. Die RCAF verwendete die Flugboote während des ganzen Krieges. Danach gingen 14 Stranraer als zivile Maschinen an die Queen Charlotte Airlines in British Columbia (Kanada).

## Militärische Nutzung
- Kanada
  - Royal Canadian Air Force
- Vereinigtes Königreich
  - Royal Air Force

## Technische Daten
| Kenngröße             | Daten                                                                    |
| --------------------- | ------------------------------------------------------------------------ |
| Besatzung             | 6–7                                                                      |
| Länge                 | 16,7 m                                                                   |
| Spannweite            | 25,9 m                                                                   |
| Flügelfläche          | 135,4 m²                                                                 |
| Höhe                  | 6,6 m                                                                    |
| Leermasse             | 5100 kg                                                                  |
| Startmasse            | 8620 kg                                                                  |
| Antrieb               | zwei Bristol Pegasus X mit je 920 PS (685 kW)                            |
| Höchstgeschwindigkeit | 265 km/h in 1830 m Höhe                                                  |
| Dienstgipfelhöhe      | 5640 m                                                                   |
| Reichweite            | 1610 km                                                                  |
| Bewaffnung            | drei Lewis-Maschinengewehre, Kaliber .303 British (7,7 mm) 454 kg Bomben |